# 藤沢市立秋葉台小学校
藤沢市立秋葉台小学校（ふじさわしりつ あきはだいしょうがっこう）は、神奈川県藤沢市遠藤にある公立小学校。

## 沿革
（沿革節の主要な出典は公式サイト）
- 1955年（昭和30年）4月5日 - 旧小出村遠藤地区が、藤沢市に合併し、小出村立小出小学校遠藤分校が独立して、藤沢市立秋葉台小学校となった。（児童数285名、教職員数8名）7月15日に明治小学校の3教室を移築
- 1957年（昭和32年） - 現在地に移転し、青空教室で授業開始、9月24日より移築校舎で授業開始
- 1959年（昭和34年）2月23日 - 給食教育調理室完成、3月23日校歌制定、5月18日給食開始、10月7日校舎増築
- 1960年（昭和35年） - 校舎増築
- 1962年（昭和37年）11月30日 - 校舎増築
- 1965年（昭和40年）4月9日 - 校舎増築
- 1969年（昭和44年）3月31日 - 防音鉄筋南校舎完成
- 1970年（昭和45年）4月28日 - 体育館完成
- 1972年（昭和47年）7月10日 - プール完成
- 1975年（昭和50年）3月17日 - 校舎増築
- 1978年（昭和53年）3月27日 - 校舎増築
- 1979年（昭和54年）3月26日 - 校舎増築
- 1980年（昭和55年）4月10日 - 給食調理場完成、同年４月１日単独校として、給食開始
- 1988年（昭和63年）4月1日 - 児童数1065名 教職員数47名
- 1994年（平成6年）3月31日 - 藤沢市立石川小学校分離に伴い1年〜5年276名移籍、4月5日・児童数707名、教職員数39名
- 2003年（平成15年）3月28日 - 双方向システム設置
- 2004年（平成16年）4月8日 - 西部調理場センターでの給食開始
- 2007年（平成19年）4月10日 - AED設置
- 2017年（平成29年）10月5日 - 特別支援学級教室改修工事開始
- 2017年（平成29年）12月19日 - 特別支援学級教室改修工事完成
- 2017年（平成29年）12月24日 - 体育館照明LED取り付け工事開始
- 2018年（平成30年）1月5日 - 体育館照明LED取り付け工事完成
- 2018年（平成30年）4月4日 - 特別支援学級（あきのこ学級）開級式
- 2018年（平成30年）5月18日 - プール全面塗装工事開始
- 2018年（平成30年）6月5日 - プール全面塗装工事完成

## 教育目標
出典
「自ら学び、生き生きと活動する子どもの育成」

## 学区
出典
- 石川5丁目の一部・6丁目
- 石川の一部
- 遠藤の一部
- 菖蒲沢の一部
- 桐原町

## 進学先
公立中学校の場合。
- 藤沢市立秋葉台中学校

## 学校の周辺
- 藤沢市秋葉台文化体育館
- 藤沢市立秋葉台中学校
- 湘南台自動車学校
- 日吉神社

## アクセス
出典
- 小田急江ノ島線相鉄線横浜市営地下鉄ブルーライン 湘南台駅より徒歩30分
- 「湘11系統」「湘39系統」乗車、「秋葉台小学校」下車